# Como Calcio 1982-1983
Questa voce raccoglie le informazioni riguardanti il Como Calcio nelle competizioni ufficiali della stagione 1982-1983

## Stagione
Nel campionato di Serie B 1982-1983, i lariani neoretrocessi dalla A partono con programmi ambiziosi.
L'ingaggio di Burgnich come responsabile tecnico e l'acquisto di giocatori di livello per la categoria, come Maccoppi, Mannini, Cinello e Palanca (quest'ultimo arrivato in prestito dal Napoli in ottobre), sono una chiara dichiarazione di intenti della volontà di riappropriarsi subito della massima serie. 
Viene inoltre aggregato alla rosa dalla formazione Primavera un giovane Borgonovo il quale si ritaglierà un piccolo spazio con la maglia azzurra, segnando il suo primo gol da professionista a Pistoia il 23 maggio 1983).
Tuttavia già a partire dalla prima giornata i lariani iniziano con il piede sbagliato, ma pian piano la nuova formazione affidata alle cure del tecnico friulano riuscirà a offrire un buon calcio (da ricordare la vittoria contro il Milan capolista al Sinigaglia, con gol dello stesso attaccante ex Catanzaro).
I troppi pareggi e qualche buona occasione gettata all'aria freneranno un po' la marcia dei lariani.
Nonostante ciò con la vittoria all'ultima giornata a Bari, sommata alla contemporanea sconfitta del Catania e al successo della Cremonese, i lariani si ritrovarono a quota 45 punti, alla pari con gli etnei e i grigiorossi e pertanto obbligati a disputare uno spareggio promozione sul neutro dell'Olimpico di Roma: qui gli azzurri uscirono sconfitti nella prima sfida contro i siciliani il 18 giugno (gol di Angelo Crialesi al 70') e indenni con uno 0-0 nel derby lombardo il 22 giugno, lasciando la promozione in A ai catanesi.

## Divise e sponsor
A partire da questa stagione, la società comasca stringe un accordo di sponsorizzazione tecnica con l'azienda tedesca Adidas. Non compare invece nessuna sponsorizzazione ufficiale.

## Rosa

Massimo Palanca, neoacquisto del mercato autunnale.

| N. |                   | Ruolo | Calciatore           |
| -- | ----------------- | ----- | -------------------- |
|    | Italia (bandiera) | P     | Giuliano Giuliani    |
|    | Italia (bandiera) | D     | Massimo Albiero      |
|    | Italia (bandiera) | D     | Silvano Fontolan     |
|    | Italia (bandiera) | D     | Stefano Maccoppi     |
|    | Italia (bandiera) | D     | Moreno Mannini       |
|    | Italia (bandiera) | D     | Roberto Soldà        |
|    | Italia (bandiera) | D     | Antonio Tempestilli  |
|    | Italia (bandiera) | C     | Giuseppe Maria Butti |
|    | Italia (bandiera) | C     | Sergio Casilli       |
|    | Italia (bandiera) | C     | Domenico Di Carlo    |
|    | Italia (bandiera) | C     | Luca Danilo Fusi     |

| N. |                   | Ruolo | Calciatore          |
| -- | ----------------- | ----- | ------------------- |
|    | Italia (bandiera) | C     | Roberto Galia       |
|    | Italia (bandiera) | C     | Renzo Gobbo         |
|    | Italia (bandiera) | C     | Massimo Mancini     |
|    | Italia (bandiera) | C     | Gianfranco Matteoli |
|    | Italia (bandiera) | C     | Marino Palese       |
|    | Italia (bandiera) | A     | Stefano Borgonovo   |
|    | Italia (bandiera) | A     | Gianfranco Cinello  |
|    | Italia (bandiera) | A     | Roberto Di Nicola   |
|    | Italia (bandiera) | A     | Claudio Fermanelli  |
|    | Italia (bandiera) | A     | Marco Nicoletti     |
|    | Italia (bandiera) | A     | Massimo Palanca     |

## Risultati

### Serie B

#### Girone di andata
| Arbitro: | Esposito (Torre del Greco) |

|                        |           |              |
| Bagnato 32’ Tusino 39’ | Marcatori | 89’ Fontolan |

| Como 19 settembre 1982, ore 15:00 2ª giornata | Como             | 0 – 0 referto | Lazio | Stadio Giuseppe Sinigaglia\| Arbitro: \| Lanese (Messina) \| |
| Arbitro:                                      | Lanese (Messina) |               |       |                                                              |

| Arbitro: | Pirandola (Lecce) |

|  |           |         |
|  | Marcatori | 70’ Pin |

| Como 3 ottobre 1982, ore 15:00 4ª giornata | Como               | 0 – 0 referto | Cremonese | Stadio Giuseppe Sinigaglia\| Arbitro: \| Sguizzato (Verona) \| |
| Arbitro:                                   | Sguizzato (Verona) |               |           |                                                                |

| Arbitro: | Leni (Perugia) |

|              |           |           |
| Carnevale 6’ | Marcatori | 30’ Galia |

| Arbitro: | Tubertini (Bologna) |

|             |           |           |
| Cinello 11’ | Marcatori | 41’ Gorin |

| Como 24 ottobre 1982, ore 15:00 7ª giornata | Como         | 0 – 0 referto | Monza | Stadio Giuseppe Sinigaglia\| Arbitro: \| Baldi (Roma) \| |
| Arbitro:                                    | Baldi (Roma) |               |       |                                                          |

| Arbitro: | Patrussi (Arezzo) |

|             |           |           |
| Cinello 26’ | Marcatori | 90’ Adami |

| Arbitro: | Leni (Perugia) |

|                                |           |  |
| Logozzo 31’ (aut.) Cinello 37’ | Marcatori |  |

| Bergamo 14 novembre 1982, ore 15:00 10ª giornata | Atalanta        | 0 – 0 referto | Como | Stadio Comunale\| Arbitro: \| Facchin (Udine) \| |
| Arbitro:                                         | Facchin (Udine) |               |      |                                                  |

| Varese 21 novembre 1982, ore 15:00 11ª giornata | Varese             | 0 – 0 referto | Como | Stadio Franco Ossola\| Arbitro: \| Lombardo (Marsala) \| |
| Arbitro:                                        | Lombardo (Marsala) |               |      |                                                          |

| Arbitro: | Altobelli (Roma) |

|              |           |  |
| Matteoli 25’ | Marcatori |  |

| Arbitro: | Ballerini (La Spezia) |

|             |           |  |
| Palanca 52’ | Marcatori |  |

| Arbitro: | Benedetti (Roma) |

|              |           |           |
| Desolati 36’ | Marcatori | 72’ Galia |

| Arbitro: | Vitali (Bologna) |

|  |           |            |
|  | Marcatori | 50’ Traini |

| Cava de' Tirreni 2 gennaio 1983, ore 15:00 16ª giornata | Cavese            | 0 – 0 referto | Como | Stadio Comunale\| Arbitro: \| Falzier (Treviso) \| |
| Arbitro:                                                | Falzier (Treviso) |               |      |                                                    |

| Arbitro: | Leni (Perugia) |

|                 |           |  |
| Tempestilli 66’ | Marcatori |  |

| Campobasso 16 gennaio 1983, ore 15:00 18ª giornata | Campobasso        | 0 – 0 referto | Como | Stadio Vecchio Romagnoli\| Arbitro: \| Pirandola (Lecce) \| |
| Arbitro:                                           | Pirandola (Lecce) |               |      |                                                             |

| Arbitro: | Angelelli (Terni) |

|                                        |           |                    |
| Nicoletti 43’ Matteoli 52’ Mannini 89’ | Marcatori | 78’ (rig.) Bagnato |

#### Girone di ritorno
| Arbitro: | Facchin (Udine) |

|                          |           |  |
| Nicoletti 42’ Palese 81’ | Marcatori |  |

| Arbitro: | Mattei (Macerata) |

|                       |           |                         |
| Giordano 8’ Vella 55’ | Marcatori | 11’ Galia 25’ Nicoletti |

| Arbitro: | Polacco (Conegliano) |

|                         |           |                        |
| Pin 37’ Tempestilli 50’ | Marcatori | 22’ Pagliari 61’ Caneo |

| Arbitro: | Magni (Bergamo) |

|                   |           |  |
| Frutti 50’ (rig.) | Marcatori |  |

| Arbitro: | Esposito (Torre del Greco) |

|           |           |             |
| Butti 47’ | Marcatori | 24’ Mossini |

| Arbitro: | Tubertini (Bologna) |

|             |           |  |
| De Rosa 52’ | Marcatori |  |

| Arbitro: | Patrussi (Arezzo) |

|               |           |           |
| Marronaro 28’ | Marcatori | 24’ Butti |

| Arbitro: | Lamorgese (Potenza) |

|                |           |  |
| Butti 21’, 87’ | Marcatori |  |

| Arbitro: | Ballerini (La Spezia) |

|  |           |           |
|  | Marcatori | 82’ Galia |

| Arbitro: | Pirandola (Lecce) |

|           |           |  |
| Galia 18’ | Marcatori |  |

| Arbitro: | Tubertini (Bologna) |

|                   |           |                             |
| Butti 15’ Pin 46’ | Marcatori | 5’ (aut.) Soldà 51’ Strappa |

| Catania 24 aprile 1983, ore 15:00 31ª giornata | Catania             | 0 – 0 referto | Como | Stadio Cibali\| Arbitro: \| Menicucci (Firenze) \| |
| Arbitro:                                       | Menicucci (Firenze) |               |      |                                                    |

| Arbitro: | Redini (Pisa) |

|                       |           |  |
| D'Este 33’ Serena 82’ | Marcatori |  |

| Como 8 maggio 1983, ore 15:00 33ª giornata | Como                  | 0 – 0 referto | Foggia | Stadio Giuseppe Sinigaglia\| Arbitro: \| Ballerini (La Spezia) \| |
| Arbitro:                                   | Ballerini (La Spezia) |               |        |                                                                   |

| Arbitro: | Pirandola (Lecce) |

|              |           |  |
| Frigerio 36’ | Marcatori |  |

| Arbitro: | Mattei (Macerata) |

|                                             |           |  |
| Guerini 9’ (aut.) Nicoletti 11’ Mannini 70’ | Marcatori |  |

| Arbitro: | Barbaresco (Cremona) |

|                     |           |               |
| Parlanti 56’ (rig.) | Marcatori | 39’ Borgonovo |

| Arbitro: | Paparesta (Bari) |

|                               |           |              |
| Palese 21’ Palanca 83’ (rig.) | Marcatori | 29’ Scorrano |

| Arbitro: | Ballerini (La Spezia) |

|             |           |                       |
| Armenise 5’ | Marcatori | 15’ Mancini 84’ Butti |

## Statistiche

### Statistiche di squadra
| Competizione | Punti | In casa | In casa | In casa | In casa | In casa | In casa | In trasferta | In trasferta | In trasferta | In trasferta | In trasferta | In trasferta | Totale | Totale | Totale | Totale | Totale | Totale | DR  |
| Competizione | Punti | G       | V       | N       | P       | Gf      | Gs      | G            | V            | N            | P            | Gf           | Gs           | G      | V      | N      | P      | Gf     | Gs     | DR  |
| ------------ | ----- | ------- | ------- | ------- | ------- | ------- | ------- | ------------ | ------------ | ------------ | ------------ | ------------ | ------------ | ------ | ------ | ------ | ------ | ------ | ------ | --- |
| Serie B      | 45    | 19      | 10      | 8       | 1       | 24      | 9       | 19           | 3            | 11           | 5            | 12           | 15           | 38     | 13     | 19     | 6      | 36     | 24     | +12 |
| Coppa Italia | 2     | 2       | 0       | 1       | 1       | 1       | 2       | 3            | 0            | 1            | 2            | 1            | 4            | 5      | 0      | 2      | 3      | 2      | 6      | -4  |
| Totale       |       | 21      | 10      | 9       | 2       | 25      | 11      | 22           | 3            | 12           | 7            | 13           | 19           | 43     | 13     | 21     | 9      | 38     | 30     | +8  |

### Statistiche dei giocatori
| Giocatore      | Serie B  | Serie B | Serie B     | Serie B    | Coppa Italia | Coppa Italia | Coppa Italia | Coppa Italia | Totale   | Totale | Totale      | Totale     |
| Giocatore      | Presenze | Reti    | Ammonizioni | Espulsioni | Presenze     | Reti         | Ammonizioni  | Espulsioni   | Presenze | Reti   | Ammonizioni | Espulsioni |
| -------------- | -------- | ------- | ----------- | ---------- | ------------ | ------------ | ------------ | ------------ | -------- | ------ | ----------- | ---------- |
| M. Albiero     | -        | -       | -           | -          | 3            | 0            | ?            | ?            | 3        | 0      | 0+          | 0+         |
| S. Borgonovo   | 17       | 1       | ?           | ?          | 2            | 0            | ?            | ?            | 19       | 1      | ?           | ?          |
| G. Butti       | 24       | 6       | ?           | ?          | 3            | 0            | ?            | ?            | 27       | 6      | ?           | ?          |
| S. Casilli     | 2        | 0       | ?           | ?          | -            | -            | -            | -            | 2        | 0      | 0+          | 0+         |
| G. Cinello     | 23       | 3       | ?           | ?          | 5            | 0            | ?            | ?            | 28       | 3      | ?           | ?          |
| D. Di Carlo    | -        | -       | -           | -          | 1            | 0            | ?            | ?            | 1        | 0      | 0+          | 0+         |
| R. Di Nicola   | 1        | 0       | ?           | ?          | 3            | 0            | ?            | ?            | 4        | 0      | ?           | ?          |
| C. Fermarelli  | -        | -       | -           | -          | 1            | 0            | ?            | ?            | 1        | 0      | 0+          | 0+         |
| S. Fontolan    | 36       | 1       | ?           | ?          | 5            | 0            | ?            | ?            | 41       | 1      | ?           | ?          |
| L. Fusi        | 26       | 0       | ?           | ?          | 1            | 0            | ?            | ?            | 27       | 0      | ?           | ?          |
| R. Galia       | 32       | 5       | ?           | ?          | 3            | 0            | ?            | ?            | 35       | 5      | ?           | ?          |
| G. Giuliani    | 38       | -24     | ?           | ?          | 5            | -6           | ?            | ?            | 43       | -30    | ?           | ?          |
| R. Gobbo       | 7        | 0       | ?           | ?          | 4            | 0            | ?            | ?            | 11       | 0      | ?           | ?          |
| S. Maccoppi    | 5        | 0       | ?           | ?          | -            | -            | -            | -            | 5        | 0      | 0+          | 0+         |
| M. Mancini     | 28       | 1       | ?           | ?          | 3            | 0            | ?            | ?            | 31       | 1      | ?           | ?          |
| M. Mannini     | 17       | 2       | ?           | ?          | 5            | 0            | ?            | ?            | 22       | 2      | ?           | ?          |
| G. Matteoli    | 34       | 2       | ?           | ?          | -            | -            | -            | -            | 34       | 2      | 0+          | 0+         |
| M. Nicoletti   | 28       | 4       | ?           | ?          | 5            | 1            | ?            | ?            | 33       | 5      | ?           | ?          |
| M. Palanca     | 20       | 2       | ?           | ?          | -            | -            | -            | -            | 20       | 2      | 0+          | 0+         |
| M. Palese      | 31       | 2       | ?           | ?          | -            | -            | -            | -            | 31       | 2      | 0+          | 0+         |
| L. Pin         | 31       | 3       | ?           | ?          | 5            | 0            | ?            | ?            | 36       | 3      | ?           | ?          |
| A. Sartorel    | -        | -       | -           | -          | 1            | 0            | ?            | ?            | 1        | 0      | 0+          | 0+         |
| R. Soldà       | 36       | 0       | ?           | ?          | 4            | 1            | ?            | ?            | 40       | 1      | ?           | ?          |
| A. Tempestilli | 33       | 2       | ?           | ?          | 5            | 0            | ?            | ?            | 38       | 2      | ?           | ?          |